# Francis Xavier Hiroaki Nakano

Bischofswappen von Francis Xavier Hiroaki Nakano

Francis Xavier Hiroaki Nakano (jap. フランシスコ・ザビエル 中野裕明, Furanshisuko Zabieru Nakano Hiroaki; * 15. April 1951 in Kagoshima) ist ein japanischer Geistlicher und römisch-katholischer Bischof von Kagoshima.

## Leben
Francis Xavier Hiroaki Nakano besuchte das Kleine Seminar in Nagasaki. Anschließend studierte er Philosophie und Katholische Theologie am Priesterseminar St. Sulpice in Fukuoka. Am 2. April 1978 empfing er das Sakrament der Priesterweihe für das Bistum Kagoshima.
Nakano war nach der Priesterweihe zunächst als persönlicher Sekretär des Bischofs von Kagoshima, Paul Shin’ichi Itonaga, und als Redakteur bei der Kirchenzeitung des Bistums tätig, bevor er 1981 Pfarrvikar in Kamaoike wurde. 1984 wurde er für weiterführende Studien nach Rom entsandt, wo er 1988 an der Päpstlichen Universität Urbaniana ein Lizenziat im Fach Dogmatik erwarb. Nach der Rückkehr in seine Heimat wirkte Nakano als Pfarrer in Tamazato (1988–1993) und in Naze (1993–2005). Ab 1990 war er zudem für die Öffentlichkeitsarbeit des Bistums Kagoshima zuständig und war geistlicher Begleiter der Katholischen Frauenunion im Bistum. Ferner leitete er ab 1994 das Kleine Seminar in Minamikyūshū. Anschließend fungierte Nakano als Kanzler der Kurie. Von 2009 bis 2011 war er Pfarrer der Pfarrei St. Franz Xaver. Nachdem Nakano im Anschluss kurzzeitig als Pfarrer in Shibushi tätig gewesen war, wurde er 2011 Ausbilder, 2013 Subregens und 2017 schließlich Regens des Japan Catholic Seminary.
Am 7. Juli 2018 ernannte ihn Papst Franziskus zum Bischof von Kagoshima. Der emeritierte Bischof von Kagoshima, Paul Kenjirō Kōriyama, spendete ihm am 8. Oktober desselben Jahres in der Houzan Hall in Kagoshima die Bischofsweihe; Mitkonsekratoren waren der Erzbischof von Nagasaki, Joseph Mitsuaki Takami PSS, und der Erzbischof von Osaka, Thomas Aquino Man’yō Kardinal Maeda. Sein Wahlspruch Quærite primum regnum Dei („Es muss zuerst um das Reich Gottes gehen“) stammt aus Mt 6,33 .